# Devotio

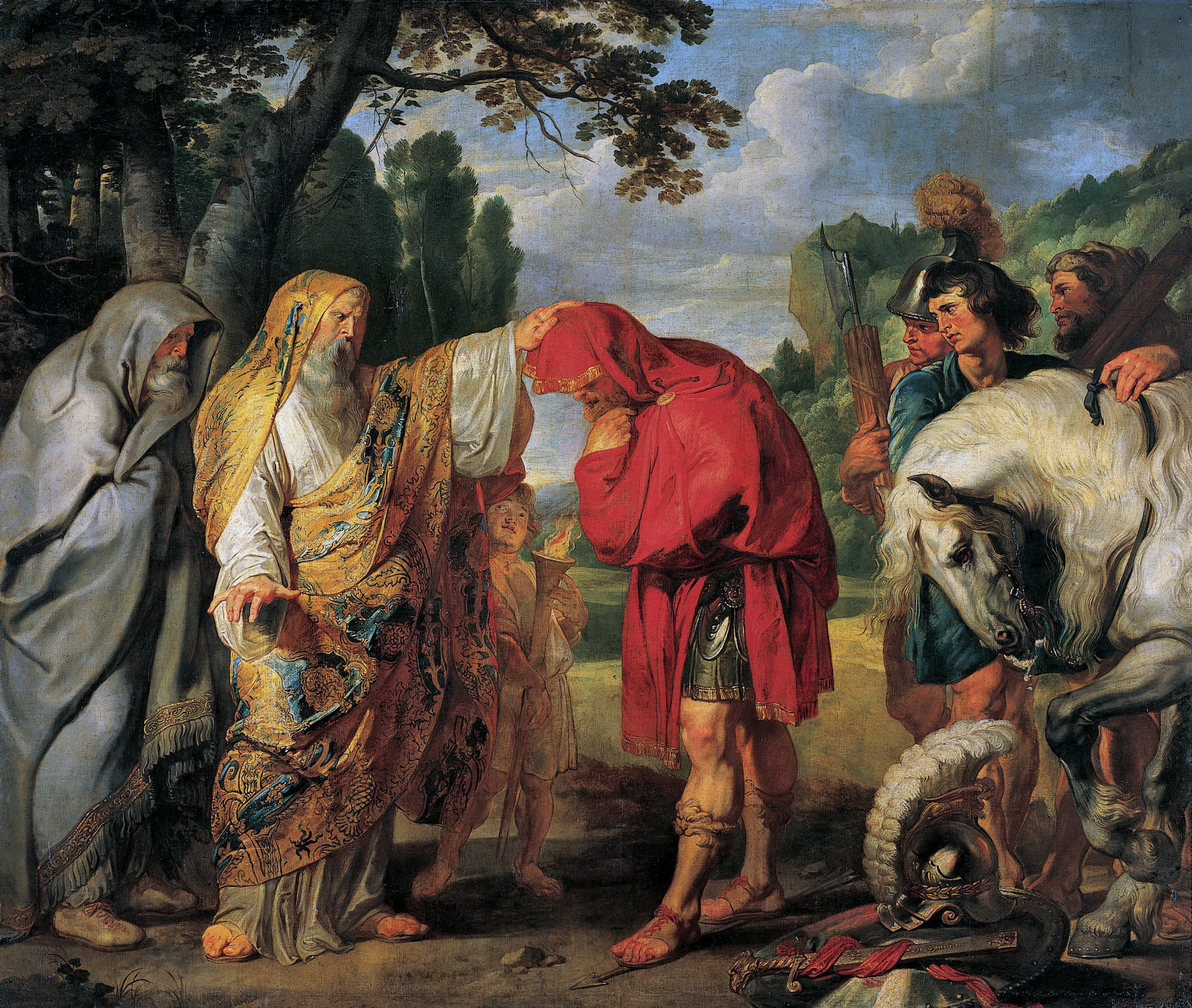
La devotio del console Publio Decio Mure, parte del ciclo di Peter Paul Rubens sulle Storie di Decio, 1617-1618.

Per devotio si intende una pratica religiosa dell'antica Roma secondo cui una persona si immolava agli Dei Mani per ottenere, in cambio della propria vita, la salvezza per la propria comunità.
Famose quella per la quale il comandante dell'esercito romano si immolava agli Dei Mani per ottenere, in cambio della propria vita, la salvezza e la vittoria dei suoi uomini.

## Descrizione
La più alta forma di Devotio era quella militare, nella quale il comandante dell'esercito romano, in un momento di grave difficoltà, invocava il favore degli Dei per la propria parte, offrendo in cambio la propria vita. Di fatto si tratta di una forma di suicidio ritualizzata tramite un complesso e rigido rito religioso. Non meno importante era il suo significato politico, dato dall'estremo sacrificio di un singolo cittadino romano, un nobile, fatto per il bene della propria collettività.

## Storia

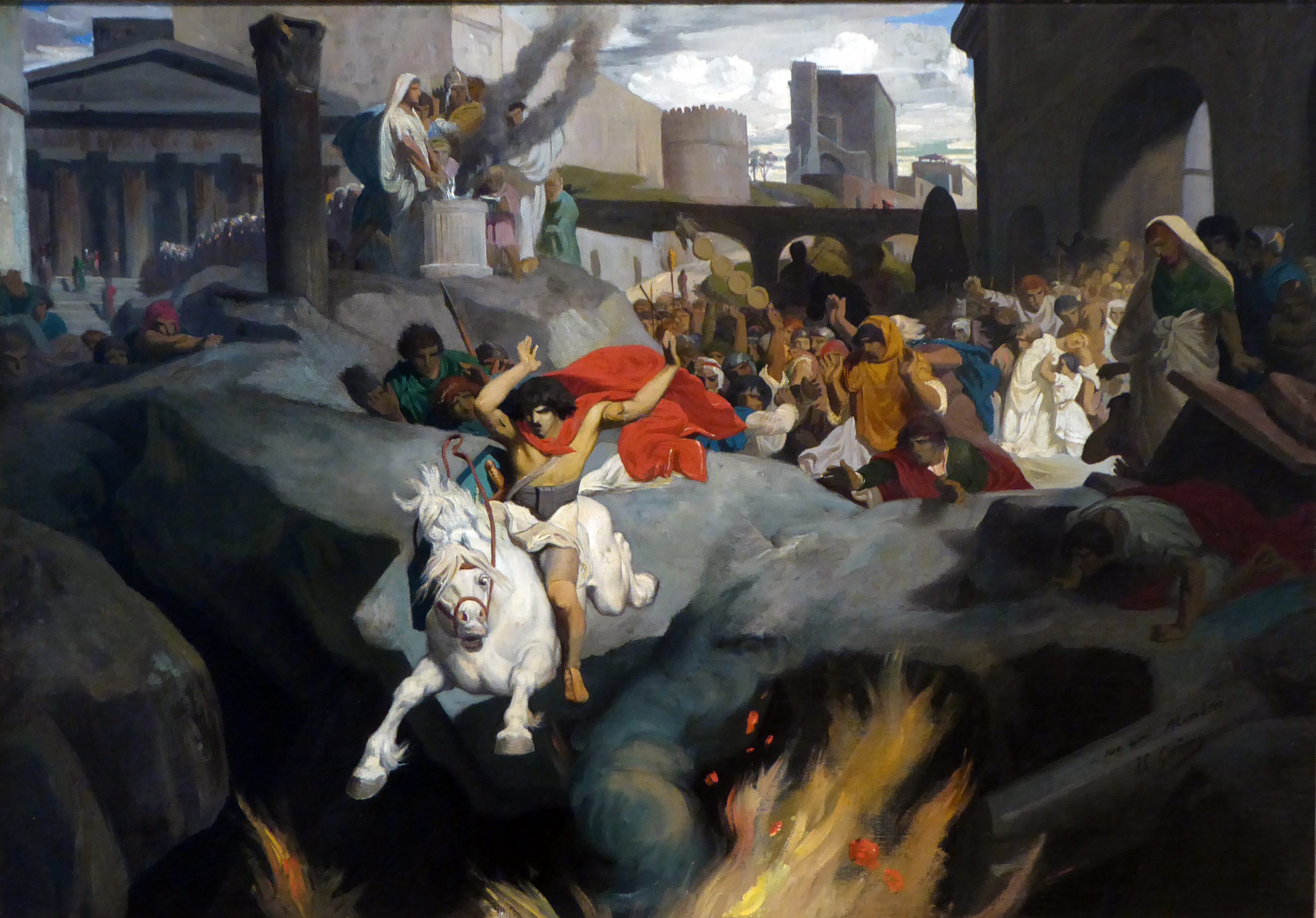
La Devotio di Marco Curzio. Jean-Leon Gerome. Smith College Museum of Art di Northampton

Nel 362 a.C. nel Foro Romano si aprì una voragine apparentemente senza fondo. I sacerdoti interpretarono il fatto come un segno di sventura, predicendo che la voragine si sarebbe allargata fino ad inghiottire Roma, a meno che non si fosse gettato in quel baratro quanto di più prezioso ogni cittadino romano possedeva.  Il giovane patrizio Marco Curzio, uno dei più valorosi guerrieri dell'esercito romano, convinto che il bene supremo di ogni romano fossero il valore e il coraggio, si lanciò nella fenditura armato e a cavallo, facendo così cessare l'estendersi della voragine. Il luogo dove si formò la voragine rimase nella leggenda con il nome di Lacus Curtius
Nel 340 a.C. il console romano Publio Decio Mure, combattendo contro i Latini, dopo aver consultato gli auspicia prima della battaglia del Vesuvio e riscontrando che erano poco favorevoli, chiese al pontefice come avrebbe potuto sacrificarsi per salvare il suo esercito, attirando unicamente sopra di sé la collera degli dei. Il pontefice gli mostrò un rito sacro, secondo il quale, indossata una toga praetexta, velatosi il capo, si chiedeva agli dei la distruzione dell'esercito nemico in cambio dalla propria vita. Espletate queste formalità religiose, il console si lanciò a cavallo tra le file nemiche. Dopo aver ucciso molti nemici, cadde a terra in modo eroico, abbattuto dai dardi e dalle schiere latine. Questo gesto diede ai suoi una tale fiducia e un tale vigore che i Romani si gettarono con grande impeto nella battaglia, mentre i nemici, confusi, cominciarono ad arretrare sotto la foga dell'armata romana, rincuorata dal sacrificio del proprio comandante. La vittoria, alla fine, arrise ai Romani.
Questa la formula pronunciata dal primo dei Deci:
(Livio, VIII, 9.6-8.)
Identica sorte toccò all'omonimo figlio nella battaglia di Sentino nel 295, del quale si riportano queste parole, che sarebbero state da lui pronunciate quale rito magico prima di immolarsi:
(Tito Livio, Ab Urbe condita libri, X, 28.)
Altro sacrificio di devotio sembra sia capitato a Publio Decio Mure, console nel 279 a.C., durante la battaglia di Ascoli (279 a.C.) di quello stesso anno, contro le armate epirote di Pirro, che fu tuttavia perduta dai Romani, anche se la tattica militare di Pirro, pur vittoriosa, si dimostrò una sconfitta sul piano strategico (la cosiddetta "vittoria di Pirro").

## Devotiones
Un tipo di pratiche magiche affini alla Devotio erano le devotiones, esse stesse affini alle defixiones, con cui un offerente si rivolgeva ad una divinità, non necessariamente infera, per domandare, in forma di preghiera, giustizia per qualche torto subito o che supponeva di subire. Elementi caratteristici sono il nome della divinità, il nome di chi a lei si rivolge, l'esposizione dell'accaduto, la promessa di una ricompensa da offrire alla divinità. Per difendersi dalle pratiche magiche (ma anche dalle malattie) si ricorreva a vari rimedi, dall'uso di olii con cui spalmare il corpo alle collane con vaghi di corallo o in ambra o con pendenti considerati apotropaici. Grande potere veniva attribuito ai phylaktéria, striscioline di papiro o di metallo prezioso recanti formule di invocazione a divinità protettrici, che venivano strettamente arrotolate e inserite in una capsula da portare al collo.